# 7,92×57mm Mauser
7,92x57mm Mauser là một loại đạn của Đế Quốc Đức, được sản xuất bởi công ty Mauser. Loại đạn súng trường này được phát triển trong chiến tranh thế giới thứ I và thứ II.
Loại đạn này dài hơn đạn 7,62x54mmR của đế Quốc Nga và mạnh hơn đạn 7,62x51mm NATO. Nó phục vụ trong suốt 2 cuộc chiến tranh và cũng được gọi là đạn 8mm Mauser.